# Empro
Empro is een Belgisch bedrijf dat slachtafval van pluimvee verwerkt tot proteïnepreparaten voor de veevoeder- en cosmetische industrie. Het werd in 2015 opgericht en is gevestigd op het industrieterrein Hoogveld te Dendermonde.

## Hydrolyse
De poten, botten en pluimen van geslacht pluimvee worden door Empro vermalen tot een meel. Dit meel wordt door middel van een hydrolyse proces, dat Empro ontwikkelde, bewerkt zodat de keratine, die onverteerbaar is, wordt afgebroken. Het resultaat is een bruine gelei die gedroogd wordt en daarna vermalen tot eiwitpoeder. Dit eiwitpoeder wordt verwerkt tot voeder voor huisdieren, vee en vissen. Ook in de cosmetische industrie wordt dit poeder gebruikt.

## Geurhinder
Buurtbewoners, vooral uit Lutterzele, een wijk van Sint-Gillis, uitten vanaf 2015 klachten over geurhinder die veroorzaakt werd door het bedrijf. Na een reeks ingediende klachten door buurtbewoners in 2015, 2016 en 2017, en na meerdere vaststellingen door de afdeling Handhaving van het departement Omgeving van de Vlaamse overheid, kreeg Empro op 30 oktober 2017 van de afdeling Handhaving een aanmaning om de geurhinder op korte en op lange termijn te verhelpen. Het bedrijf installeerde een nieuwe biofilter die de geurhinder moest verhelpen en op 13 februari 2018 in gebruik werd genomen.
In 2019 werd door het parket een dossier geopend tegen Empro op basis van inbreuken vastgesteld in de tweede helft van 2018 en het begin van 2019. Buurtbewoners uit Baasrode stelden zich burgerlijke partij. In 2020 werden de vergunningen van het bedrijf op advies van de afdeling Handhaving en van de stad Dendermonde ingetrokken door de provincie Oost-Vlaanderen. Op 9 juli 2020 werd de intrekking van de vergunning door Zuhal Demir, toenmalig minister van Omgeving in de Vlaamse regering, veranderd in een tijdelijke schorsing van drie maanden. In de rechtbank werden de buurtbewoners in hun gelijk gesteld en Empro werd verplicht een boete van 56000 euro te betalen.
In 2021 schorste de Provincie Oost-Vlaanderen, na nieuwe vaststellingen van geurhinder en op advies van de stad Dendermonde, opnieuw de milieuvergunning van het bedrijf. Empro ging tegen deze maatregel in beroep en eiste een schadevergoeding van de provincie en van de stad Dendermonde. In oktober 2023 oordeelde de rechtbank dat de schorsing onterecht was en dat de provincie en de stad Empro een schadevergoeding verschuldigd waren. In april 2025 oordeelde het hof van beroep dat de stad en de provincie geen fouten hadden gemaakt bij het behandelen van dit dossier en dus geen schadevergoeding moesten betalen aan Empro.
In november 2024 kondigde Empro aan onder meer een nieuw waterzuiveringsgebouw te willen bouwen in 2025 waardoor de klachten van omwonenden zouden moeten verminderen.
Begin 2025 werd Empro opnieuw gedagvaard voor aanhoudende geurhinder. In mei 2025 werd het bedrijf opnieuw voor de rechter gebracht waarbij het Openbaar Ministerie een exploitatieverbod en een boete van 40000 euro vorderde voor het bedrijf en een boete van 8000 euro voor de zaakvoerder. 36 buurtbewoners stelden zich burgerlijke partij.